# FBXO48
FBXO48 (англ. F-box protein 48) – білок, який кодується однойменним геном, розташованим у людей на 2-й хромосомі. Довжина поліпептидного ланцюга білка становить 155 амінокислот, а молекулярна маса — 18 241.
| 10         |  | 20         |  | 30         |  | 40         |  | 50         |
| ---------- |  | ---------- |  | ---------- |  | ---------- |  | ---------- |
| MHKNSKRNNN |  | LRVSHTEANS |  | VDAEKEKNES |  | QNNFFELLPA |  | EITFKIFSQL |
| DIRSLCRASL |  | TCRSWNDTIR |  | NSDSLWKPHC |  | MTVRAVCRRE |  | IDDDLESGYS |
| WRVILLRNYQ |  | KSKVKHEWLS |  | GRYSNICSPI |  | SLPEKIMYPM |  | DADTWGEILE |
| AELER      |  |            |  |            |  |            |  |            |

A: Аланін

C: Цистеїн

D: Аспарагінова кислота

E: Глутамінова кислота

F: Фенілаланін

G: Гліцин

H: Гістидин

I: Ізолейцин

K: Лізин

L: Лейцин

M: Метіонін

N: Аспарагін

P: Пролін

Q: Глутамін

R: Аргінін

S: Серин

T: Треонін

V: Валін

W: Триптофан